# Municipio de Macomb (Míchigan)
El municipio de Macomb (en inglés: Macomb Township) es un municipio ubicado en el condado de Macomb en el estado estadounidense de Míchigan. En el año 2010 tenía una población de 79580 habitantes y una densidad poblacional de 845,42 personas por km².

## Geografía
El municipio de Macomb se encuentra ubicado en las coordenadas 42°40′25″N 82°54′49″O / 42.67361, -82.91361. Según la Oficina del Censo de los Estados Unidos, el municipio tiene una superficie total de 94.13 km², de la cual 93.82 km² corresponden a tierra firme y (0.33%) 0.31 km² es agua.

## Demografía
Según el censo de 2010, había 79580 personas residiendo en el municipio de Macomb. La densidad de población era de 845,42 hab./km². De los 79580 habitantes, el municipio de Macomb estaba compuesto por el 90.54% blancos, el 3.93% eran afroamericanos, el 0.2% eran amerindios, el 3.09% eran asiáticos, el 0.02% eran isleños del Pacífico, el 0.65% eran de otras razas y el 1.56% pertenecían a dos o más razas. Del total de la población el 2.27% eran hispanos o latinos de cualquier raza.